# Michelle Dockeryová
Michelle Suzanne Dockeryová (nepřechýleně Dockery, * 15. prosince 1981, Romford, Essex, Anglie) je britská herečka a zpěvačka žijící v Londýně. Proslavila se díky historickému seriálu stanice ITV Panství Downton (2010–2015). Za výkon v seriálu získala nominaci na Zlatý glóbus a tři ceny Emmy. Na divadelních prknech se poprvé objevila v roce 2004 s divadelní hrou Jeho temné esence. V roce 2007 si zahrála v Pygmalionu. Za výkon v divadelní hře Unaveni sluncem v Londýnském divadle mládeže získala cenu Laurence Oliviera za nejlepší výkon ve vedlejší roli.

## Osobní život
Má dvě starší sestry Joanne a Luise. Její otec Michael Dockery pochází z Irska a její matka Lorraine (rozená Witton) pochází z východního Londýna. Vzdělávala na Chadwell Heath Foundation School (nyní the Chadwell Heath Academy) ve východním Londýně poté studovala na Finch Stage School a po maturitě se zapsala na Hudební a dramatickou školu v Guildhallu.V roce 2023 se provdala za Jaspera Waller-Bridge.

## Kariéra

### Divadlo
Michelle Dockeryová byla členkou Národního divadla mládeže, studovala na Guildhall School of Music and Drama kde získala zlatou medaili za drama a ztvárnila svůj profesionální debut ve hře Jeho temné esence v Královském národním divadle v Londýně v roce 2004.
V roce 2006 byla nominována na Cenu Iana Charlesona za své ztvárnění Diny Dorfové v Ibsenových Pilířích společnosti v Národním divadle. Objevila se ve hře Unaveni sluncem v Londýnském divadle mládeže, za niž získala cenu Laurence Oliviera za nejlepší herečku ve vedlejší roli.
V roce 2010 hrála Ofélii v Hamletovi v Crucible Theatre po boku Johna Simma.

### Film a televize

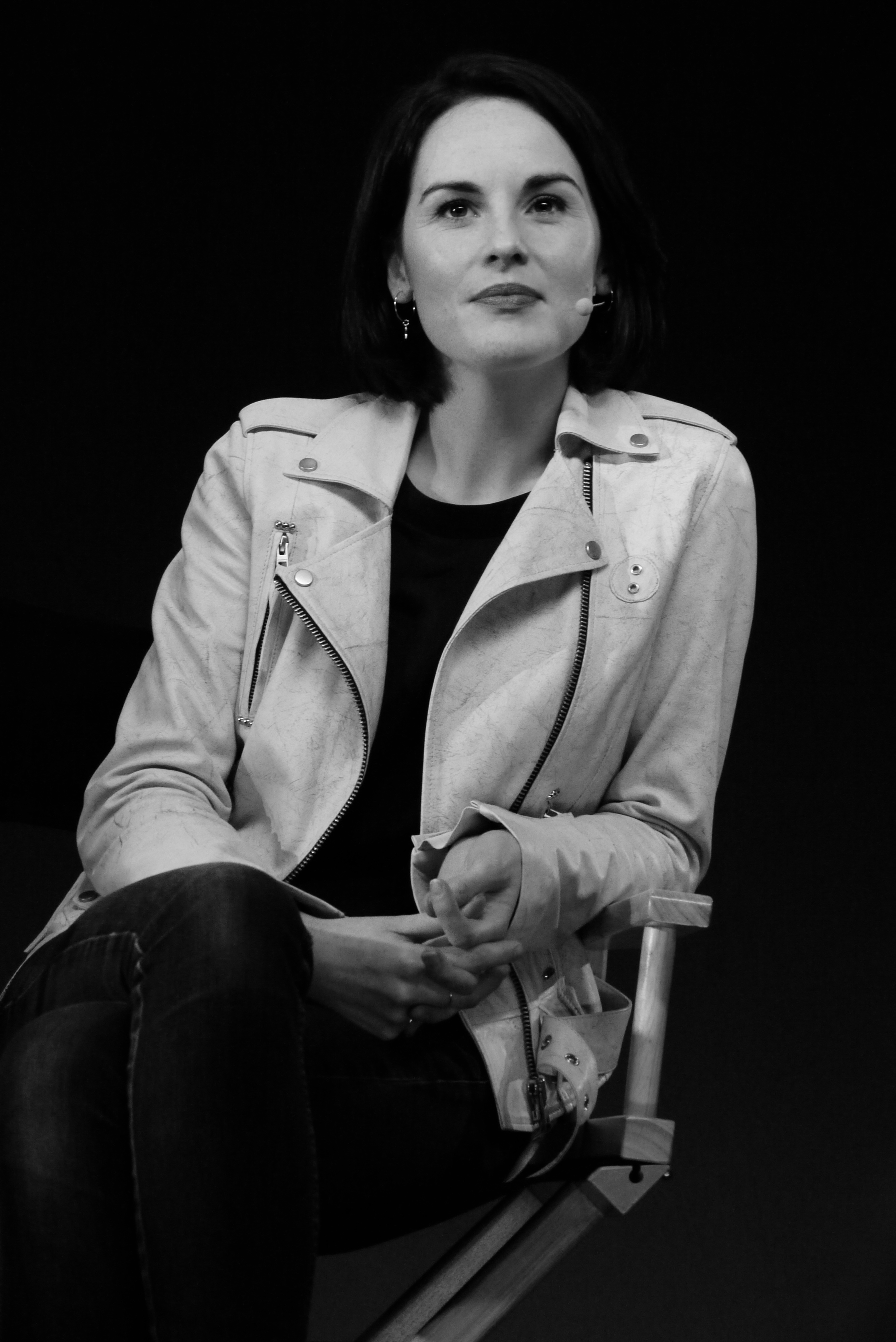
Herečka Michelle Dockeryová v roce 2013 při prezentaci seriálu Panství Downton

Michelle Dockeryová absolvovala svůj televizní debut ve filmu Prstoklad v roli Betty v roce 2005. V roce 2006 hrála Zuzanu Stohelitskou v dvoudílné adaptaci románu Otec prasátek režiséra Terryho Pratchetta. Její nejznámější role je lady Mary Crawley v dramatu Panství Downton (Downton Abbey) od Juliana Fellowese. První řada byla uvedena v listopadu 2010 na ITV. V lednu 2010 byla nominována na cenu Southbank za nejlepší průlomový výkon v televizním dramatu. Druhá řada byla uvedena v roce 2011, následoval speciální díl Štědrý den, po kterém byla Michelle Dockeryová nominována na cenu Emmy v kategorii nejlepší ženský herecký výkon. Šestou řadou, která byla uvedena v roce 2016, úspěšný seriál skončil. V roce 2019 měl premiéru film Panství Downton, ve kterém si herečka roli Mary Crawley zopakovala.
V roce 2012 hrála společně se Charlotte Rampling ve dvoudílné dramatizaci špionážního thrilleru Neklidní. V roce 2014 se objevila po boku Liama Neesona, Julianne Moore a Lupity Nyong'o v dalším thrillerovém filmu Non-stop. S Ryanem Reynoldsem vystoupila v roce 2015 ve sci-fi thrilleru Nesmrtelný.
V roce 2016 získala hlavní roli (Letty Raines) v americkém dramatickém seriálu Dobré mravy. V listopadu 2018 byl seriál po dvou odvysílaných řadách zrušen. V roce 2017 účinkovala Dockeryová v televizním filmu The Sense of an Ending.

### Jazzová zpěvačka
Michelle Dockeryová také vystupuje jako jazzová zpěvačka. Zpívala na 50. výročí Jazz klubu Ronnieho Scotta v  Londýně. Občas rovněž vystupovala se skupinou Sadie and the Hotheads.

## Filmografie

### Film
| Rok  | Název                                                           | Role                   | Poznámky            |
| ---- | --------------------------------------------------------------- | ---------------------- | ------------------- |
| 2010 | Spoiler                                                         | Goth Girl              | krátkometrážní film |
| 2010 | Shades of Beige                                                 | Jodie                  | krátkometrážní film |
| 2011 | Hanna                                                           | False Marissa          |                     |
| 2012 | Out of Time                                                     | Christine              | krátkometrážní film |
| 2012 | Anna Karenina                                                   | princezna Myagkaya     |                     |
| 2012 | A Poem Is..                                                     | vypravěč               |                     |
| 2012 | Angelic Voices: The Choristers of Salisbury Cathedral           | vypravěč               | dokument            |
| 2014 | Non-stop                                                        | Nancy Hoffman          |                     |
| 2014 | Tough Justice                                                   | Connie Tough           | krátkometrážní film |
| 2015 | Nesmrtelný                                                      | Claire Hale            |                     |
| 2015 | Many Beautiful Things                                           | Lilias Trotter (hlas)  | dokument            |
| 2015 | District Zero: What's Hidden Inside the Smartphone of a Refugee | vypravěč               | dokument            |
| 2017 | The Sense of an Ending                                          | Susie Webster          |                     |
| 2019 | Panství Downton                                                 | Lady Mary Talbot       |                     |
| 2019 | Gentlemani                                                      | Rosalind „Roz“ Pearson |                     |
| 2022 | Panství Downton: Nová éra                                       | Lady Mary Talbot       |                     |

### Televize
| Rok       | Název                                      | Role                     | Poznámky |
| --------- | ------------------------------------------ | ------------------------ | --- |
| 2005      | Prstoklad                                  | Betty                    | TV film |
| 2006      | Otec prasátek                              | Susan                    | TV film |
| 2007      | Consent                                    |                          | TV film |
| 2007      | Dalziel a Pascoe                           | Aimee Hobbs              | díl: Projekt Afrodité |
| 2008      | Heartbeat                                  | Sue Padgett              | díl: Take Three Girls |
| 2008      | Poppy Shakespeare                          | Dawn                     | TV film |
| 2009      | Vraždy v Yorkshiru: 1974                   | Kathryn Taylor           | TV film |
| 2009      | Vraždy v Yorkshiru: 1983                   | Kathryn Taylor           | TV film |
| 2009      | The Courageous Heart of Irena Sendler      | Ewa Rozenfeld            | TV film |
| 2009      | Návrat mrtvých                             | Ann                      | TV film |
| 2009      | Waking the Dead                            | Gemma Morrison           | 2 díly |
| 2009      | Cranford                                   | Erminia Whyte            | 2 díly |
| 2010–15   | Panství Downton                            | Lady Mary Crawley        | hlavní role, 52 dílů Cena Sdružení filmových a televizních herců v kategorii nejlepší obsazení (drama) (2013–2015) nominace – Cena Emmy v kategorii nejlepší ženský herecký výkon v dramatickém seriálu (2012–2014) |
| 2012      | Restless                                   | Ruth Gilmartin           | mini-série |
| 2012      | Americký táta                              | Margaret Watkins (hlas)  | díl: National Treasure 4: Baby Franny: She's Doing Well – The Hole Story |
| 2012      | V kruhu koruny: Jindřich IV. (1. a 2. díl) | Lady Kate Percy          | TV film |
| 2013      | Griffinovi                                 | Lady Mary Crawley (hlas) | díl: Boopa-dee Bappa-dee |
| 2015      | Japan: Earth's Enchanted Islands           | vypravěč                 | dokumentární seriál |
| 2016–2017 | Dobré mravy                                | Letty Raines             | hlavní role, 20 dílů |
| 2017      | Angie Tribeca                              | Victoria Nova            | díl: Turn Me On, Geils |
| 2017      | Godless                                    | Alice Fletcher           | mini-série, 7 dílů nominace – Cena Emmy v kategorii nejlepší ženský herecký výkon v limitovaném seriálu |
| 2019      | Tuca & Bertie                              | Lady Netherfield (voice) | díl: The Deli Guy |
| 2020      | Defending Jacob                            | Laurie Barber            | mini-série, 8 dílů |

### Divadlo
| Rok     | Název                                      | Role              | Poznámky                    |
| ------- | ------------------------------------------ | ----------------- | --------------------------- |
| 2004    | Jeho temné esence                          | Jessie            | Národní divadlo Londýn      |
| 2005    | V kruhu koruny: Jindřich IV. (1. a 2. díl) | Carrier           | Národní divadlo Londýn      |
| 2005    | The UN Inspector                           | aktivistka        | Národní divadlo Londýn      |
| 2005    | Pillars of the Community                   | Dina              | Národní divadlo Londýn      |
| 2007    | Dying for It                               | Kleopatra         | Almeida Theatre             |
| 2007    | Pygmalion                                  | Eliza Doolittle   | Britské turné               |
| 2008    | Strýček Váňa                               | Yelena            | Britské turné               |
| 2008    | Pygmalion                                  | Eliza Doolittle   | Old Vic Theatre             |
| 2009    | Unaveni sluncem                            | Maroussia         | Národní divadlo Londýn      |
| 2010    | Hamlet                                     | Ophelia           | Crucible Theatre, Sheffield |
| 2017–18 | Network                                    | Diana Christensen | Národní divadlo Londýn      |